# Білов Соломон Хаїмович
Соломон (Шлойме) Хаїмович Білов (нар. 1888, Брест-Литовськ, Гродненська губерніїя, Литовське генерал-губернаторство — пом. 23 березня 1949, Київ, УРСР) — історик єврейської літератури та театру.

## Життєпис
С. Х. Білов народився в 1888 році у Брест-Литовську.
В 1905 році став членом Бунду, а в  1907  році виїхав з Росії. Мешкав в Європі та Північній Америки, де брав участь у робітничому русі. 
У 1912 році закінчив середню школу в Нью-Йорку, у 1916 році закінчив коледж у Кінгстоні.
В  1918 році повернувся із-за кордону та протягом 1918–1920 років працював лектором і завідувачем Рівненських вечірніх робітничих курсів. У 1920 році завідував трудовою школою у Ковелі. В  1921 - 1922 роках був лектором  педагогічного технікуму і дошкільних курсів та завідувачем трудової школи в Новозибкові. Протягом 1922–1924 років  викладав у  єврейському педагогічному технікумі і в робітничій школі, був завідувачем єврейського сектора губернської  партшколи та редактор піонерської газети «Іскра Ілліча» у Гомелі.
У 1924 році був затверджений на посаді професора Одеського інституту народної освіти (ОІНО), де проводив активні наукові дослідження з історії та культури євреїв. До 1930 року вів курси «Історія матеріалізму і ленінізму», «Єврейська література», «Історичний матеріалізм». Був керівником відкритого 1927/28 навчальному році  семінару підвищеного типу з історії єврейської культури та членом одеської секції науково-дослідної кафедри єврейської культури Всеукраїнської Академії Наук (ВУАН) при ОІНО.
Крім того  викладав в єврейського робітничого університету (1926 р.), єврейському педагогічному технікумі (1927 р. ). 
Згодом був професором Київського  інституту театрального мистецтва. Викладав історію західно-європейської та єврейської літератури, історию образотворчого мистецтва. 
Від 1936 року співробітник кабінету єврейської радянської літератури та мови при АН УРСР в Києві.
В роки нацистської навали перебував в евакуації у Свердловську, працював кореспондентом Радінформбюро та Єврейського антифашистського комітету.
Помер 23 березня 1949 в Києві.

## Наукова діяльність
Переважно вивчав історію єврейської літератури та театру. Основним об'єктом досліджень була постать Шолом-Алейхема.

##### Праці
- Шолом-Алейхем, 1859 - 1939: Биографический очерк и критические этюды / Ш. Билов, И. Друкер. — К.: Укргоснацмениздат, 1939. — 172 с.
- ליטעראטור-פראגעס בא מארקסן און ענגעלסן :עטיודן. - קיִעװ, 1934 (Питання літератури у Маркса і Енґельса: Етюди. — К.: Вид-во ВУАН, 1934 [їдиш]).